# Sonet 108 (William Szekspir)

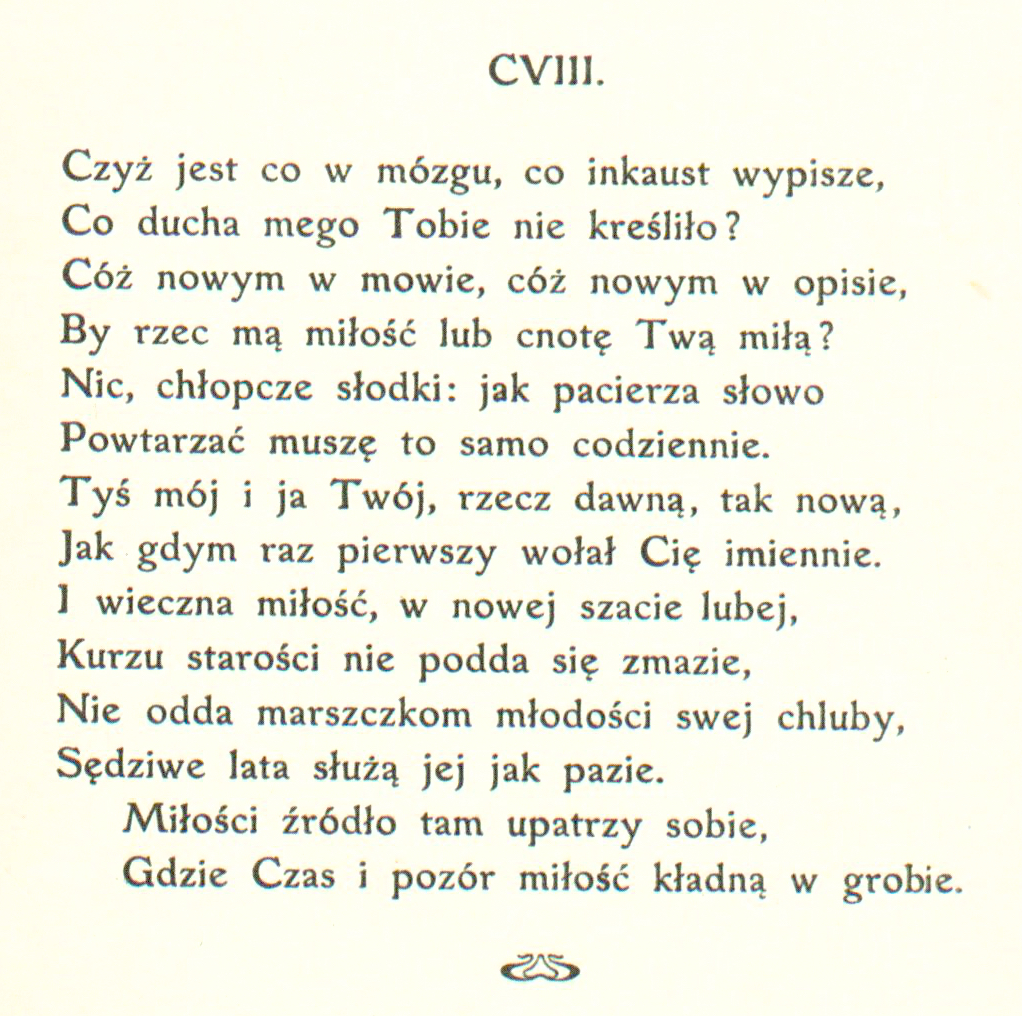
Pierwszy przekład sonetu 108 na język polski z 1913 przez ks. Marię Sułkowską.

What’s in the brain, that ink may character,

Which hath not figur’d to thee my true spirit?

What’s new to speak, what new to register,

That may express my love, or thy dear merit?

Nothing, sweet boy; but yet, like prayers divine,

I must each day say o’er the very same,

Counting no old thing old, thou mine, I thine,

Even as when first I hallowed thy fair name.

So that eternal love in love’s fresh case

Weighs not the dust and injury of age,

Nor gives to necessary wrinkles place,

But makes antiquity for aye his page;

Finding the first conceit of love there bred,

Where time and outward form would show it dead.

I cóż jest w mózgu, czego-ć atramentem

Już nie wyraził duch mój, chłopcze złoty?

I jakiem słowem, na nowo poczętem,

Skreślić tę miłość mą i twe przymioty?

Nic! Nic! A przecież, jak słowa pacierza,

Codzień to samo powtarzać mi dano:

„Tyś mój, jam twój jest“, rzecz stara, a świeża,

Jak gdym raz pierwszy wymówił twe miano.

Tak wieczna miłość w nowej wciąż ozdobie

O pył i krzywdy czasu nie dba wcale,

Niezbędnych zmarszczek nie dopuszcza k'sobie,

Podeszłe lata zmienia w swe wasale.

Jeszcze swej pierwszej młodości nie traci,

Choć zmarła, sądząc z wieku i postaci.

Sonet 108 (incipit WHat's in the braine that Inck may character ,) – jeden z cyklu 154 sonetów autorstwa Williama Szekspira. Po raz pierwszy został opublikowany w 1609 roku.
Sonet 108 tak jak 105 oraz 106 oddają cześć imieniu młodzieńca, a nie Bogu, ocierając się tym samym o bluźnierstwo.

## Treść
W sonecie tym podmiot liryczny, przez niektórych badaczy utożsamiany z autorem, deklaruje, że jego miłość jest zbyt głęboka, aby mogły ją umniejszyć zmiany w wyglądzie zewnętrznym ukochanego związane ze starzeniem się i tłumaczy się jednocześnie z powtórzeń w poprzednich wyznaniach (sonetach). Wiersz 8 zawiera odniesienie do drugiego wersu modlitwy Ojcze nasz (ang. Hallowed be thy Name pol. święć się imię Twoje) w czterech ostatnich słowach hallowed thy fair name. 
Sonet 108 jest zainspirowany liczącym 108 sonetów cyklem Astrophel and Stella autorstwa Philipa Sidneya, który wywarł przemożny wpływ na wielu poetów tego okresu. 

## Polskie przekłady
| 1913 |  | Czyż jest co w mózgu, co inkaust wypisze,          |  | Maria Sułkowska     | [ 13 ] |
| 1922 |  | I cóż jest w mózgu, czego-ć atramentem             |  | Jan Kasprowicz      | [ 4 ]  |
| 1948 |  | I cóż by można z mózgu na tę kartę przelać,        |  | Władysław Tarnawski | [ 14 ] |
| 1964 |  | Cóż jest, co pióro me nowego skryśli,              |  | Jarosław Rymkiewicz | [ 15 ] |
| 1968 |  | Co jest w mózgu, co da się atramentem przelać      |  | Marian Hemar        | [ 16 ] |
| 1979 |  | Cóż jeszcze przelać mózg na papier może,           |  | Maciej Słomczyński  | [ 17 ] |
| 2011 |  | Czyż jest w mózgu coś, co się da na papier przelać |  | Stanisław Barańczak | [ 7 ]  |
| 2015 |  | Czy w mózgu tkwi coś jeszcze do spisania           |  | Ryszard Długołęcki  | [ 18 ] |